# 이드리야

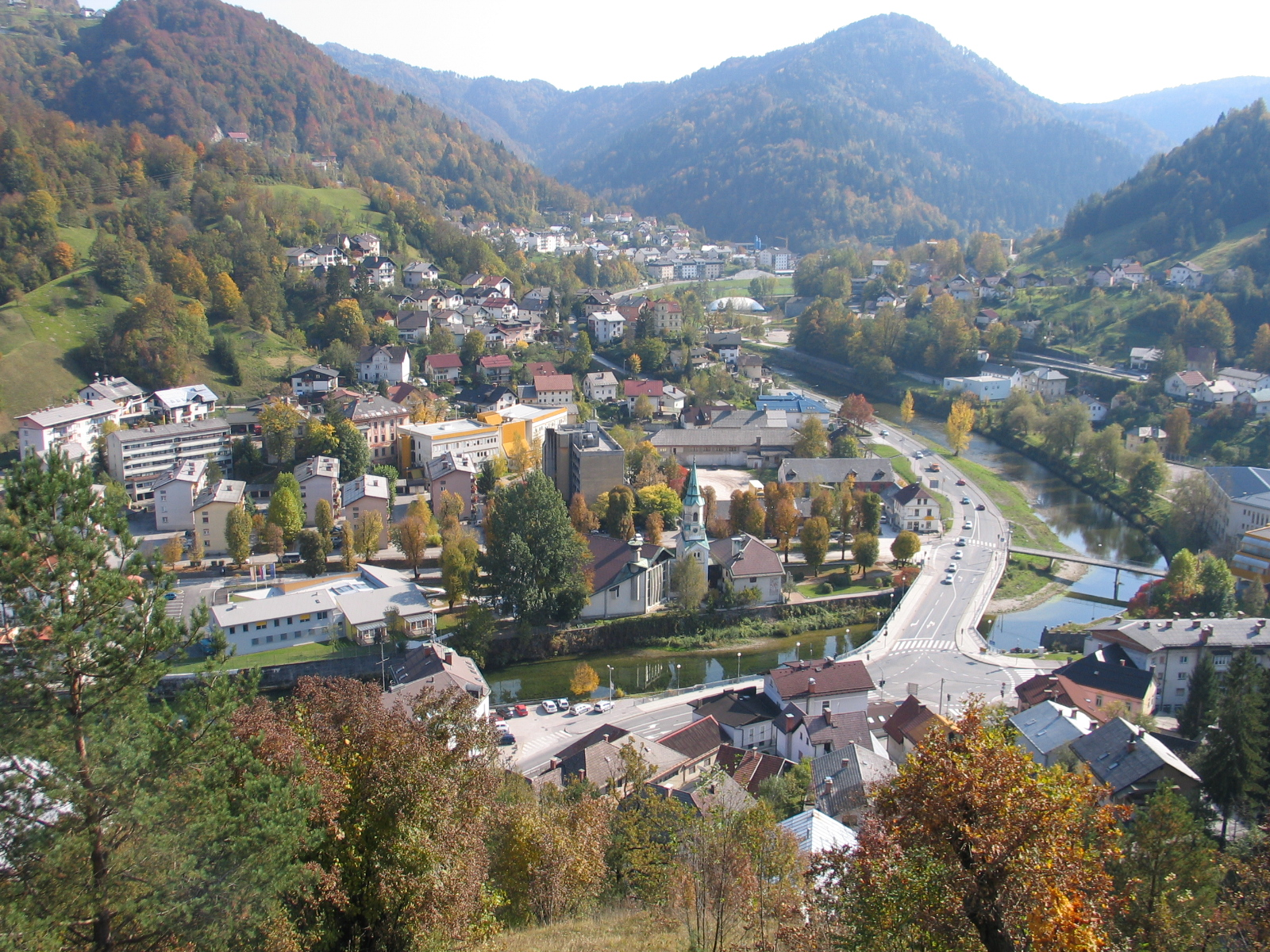
이드리야

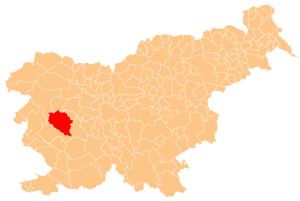
이드리야의 위치

이드리야(슬로베니아어: Idrija, 이탈리아어: Idria 이드리아[*], 독일어: Idria 이드리아[*])는 슬로베니아의 도시로 면적은 293.7km2, 높이는 326m, 인구는 11,900명(2002년 기준), 인구 밀도는 40.8명/km2이다.
세계적인 수은 광산으로 유명하며, 2012년 알마덴과 함께 세계유산으로 지정되었다.